# The Death Kiss
The Death Kiss est un film américain pré-Code réalisé par Edwin L. Marin et sorti en 1933.

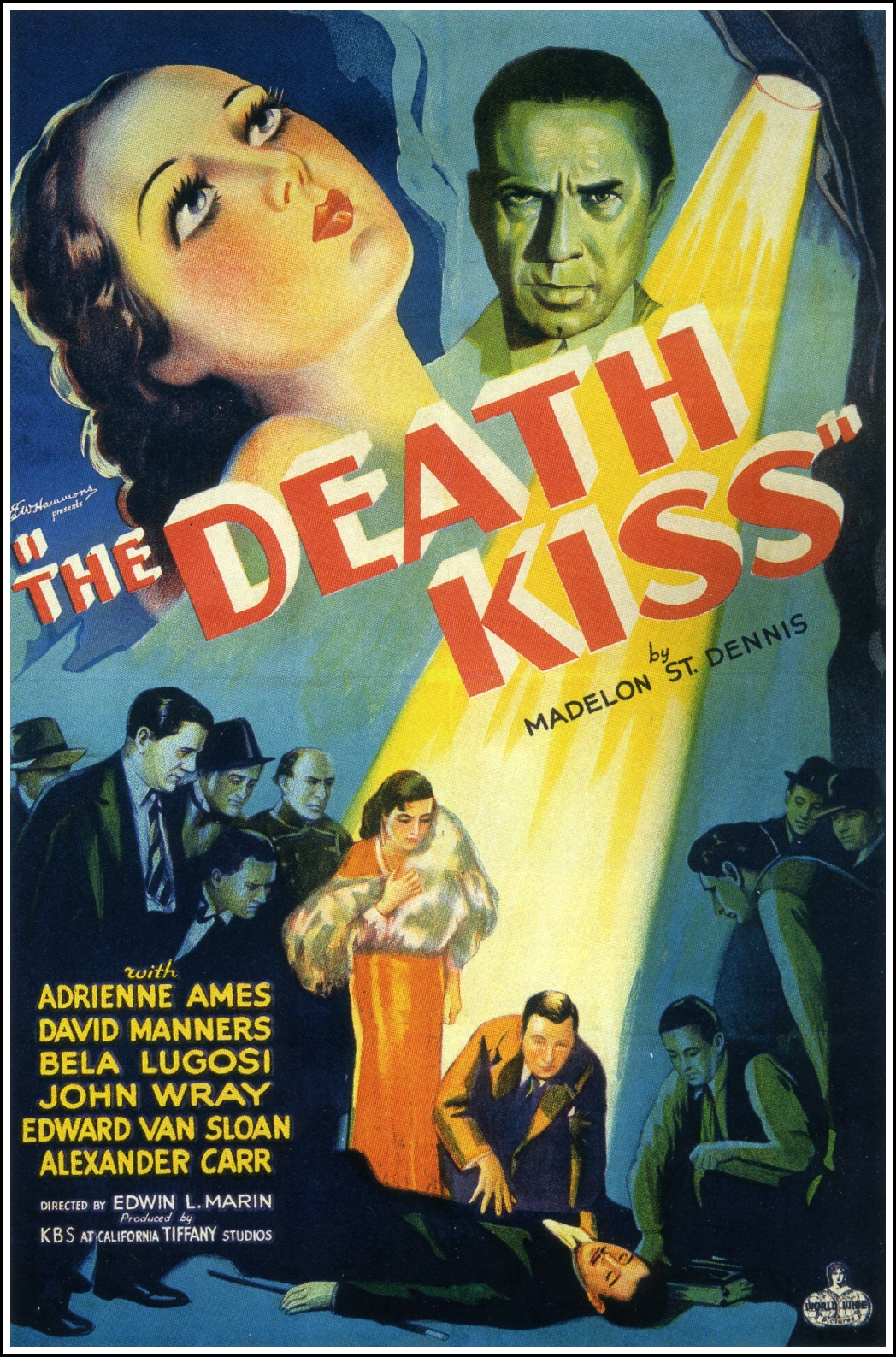
Affiche du film.

L'intrigue du film a été reprise dans le film français On ne meurt pas comme ça de Jean Boyer en 1946.

## Synopsis
Lors du tournage d'une scène du film The Death Kiss dans les studios Tonart, l'actrice Marcia Lane désigne un personnage fictif en l'embrassant. Après que l'acteur Myles Brent ait été abattu, Leon A. Grossmith, le directeur du studio, s'inquiète de l'impact financier du meurtre, et le directeur du studio Joseph Steiner s'inquiète de la publicité, alors que le sentiment commun sur le plateau est que Brent aurait dû être assassiné il y a longtemps. Le lieutenant-détective Sheehan et le sergent Hilliker commencent à enquêter, tandis que le cinéaste Franklyn Drew, qui est amoureux de Marcia et aime les mystères de meurtre, irrite Sheehan quand il découvre des preuves qui réfutent les conclusions de Sheehan.

## Fiche technique
- Réalisation : Edwin L. Marin

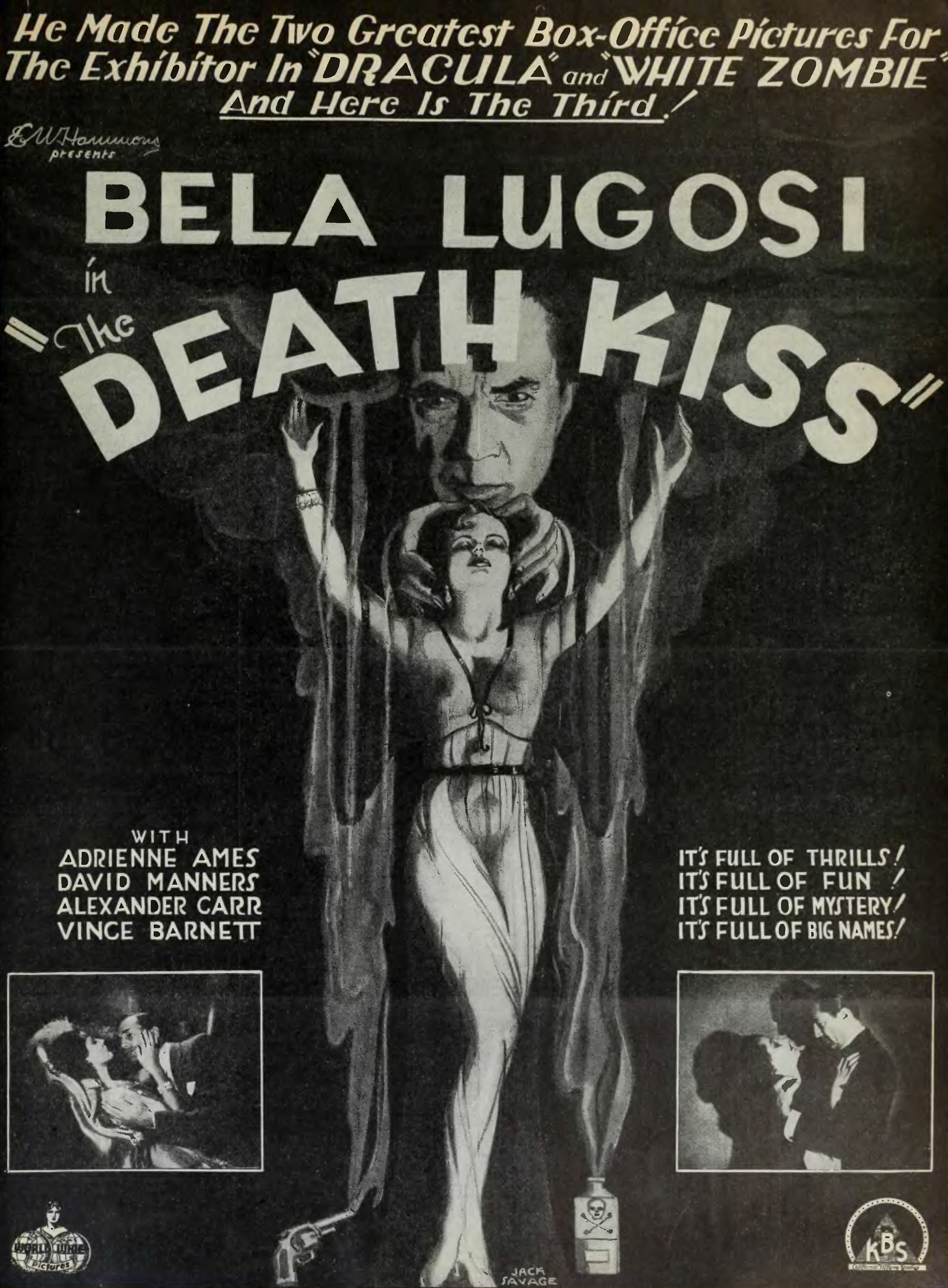
Annonce du film dans le magazine Film Daily.

- Scénario : Gordon Kahn, Barry Barringer d'après le roman de 1932 The Death Kiss de  Madelon St. Dennis
- Production : E. W. Hammons, Burt Kelly
- Photographie : Norbert Brodine
- Montage : Rose Loewinger
- Société de production : Sono Art-World Wide Pictures
- Société de distribution : Sono Art-World Wide Pictures
- Genre : Comédie dramatique, Film policier, Thriller, Mystère[1]
- Durée : 75 minutes
- Date de sortie :
  - États-Unis : 8 janvier 1933

## Distribution
- David Manners : Franklyn Drew
- Adrienne Ames : Marcia Lane
- Béla Lugosi : Joseph Steiner
- John Wray : détective lieut. Sheehan
- Vince Barnett : Officer Gulliver
- Alexander Carr : Leon A. Grossmith
- Edward Van Sloan : Tom Avery (le directeur)
- Harold Minjir : Howell
- Barbara Bedford : script
- Al Hill : assistant directeur
- Harold Waldridge : Charlie
- Wade Boteler : sergent Hilliker
- Lee Moran : Todd
- Edmund Burns : Miles Brent (non crédité)
- Mona Maris : Mrs. Agnes Avert (non crédité)
- Forrest Taylor : acteur (non crédité)
- George O'Hanlon : Bystander (non crédité)
- Lester Dorr : réceptionniste de l'hôtel